# Sjevernobugenvilski jezici
Sjevernobugenvilski jezici (prije zapadnobugenvilski jezici), malena papuanska jezična porodica s otoka Bougainville iz Papue Nove Gvineje. Prema ranijoj klasifikaciji kao zapadnobugenvilska podskupina bila je dio skupine bugenvilskih jezika, istočnopapuanska porodica.
Obuhvaća (4) jezika: askopan ili eivo [eiv], 1.200 (Wurm and Hattori 1981), predstavnik podskupine rotokas; ramopa [kjx], 1.000 (Wurm and Hattori 1981), jedini predstavnik podskupine keriaka; rapoisi [kyx], 3.500 (1998 SIL), podskupina konua; i rotokas [roo], 4.320 (Wurm and Hattori 1981), podskupina rotokas.

## Vanjske poveznice
- Ethnologue (14th)
- Tree for West Bougainville[neaktivna poveznica]